# 3882 Johncox
3882 Johncox (1962 RN) là một tiểu hành tinh vành đai chính được phát hiện ngày 7 tháng 9 năm 1962 bởi Đài thiên văn Goethe Link ở Brooklyn.